# Antoni Wojda
Antoni Wojda (ur. 4 stycznia 1907 w Wierbce, zm. 17 września 1981 w Katowicach) – polski nauczyciel, działacz związkowy i polityczny, wiceprezydent Chorzowa (1946–1948), przewodniczący Prezydium Miejskiej Rady Narodowej w Bytomiu (1950–1953) i Katowicach (1953–1971). 

## Życiorys
Urodził się 4 stycznia 1907 roku w Wierbce, w rodzinie chłopskiej jako syn Józefa i Doroty. W 1921 roku ukończył tamtejszą przyfabryczną szkołę. W roku szkolnym 1922/1923 uczęszczał na I kurs Państwowej Preparandy Nauczycielskiej w Skałce i następnie po ukończeniu Seminarium Nauczycielskiego w Mysłowicach w 1928 roku podjął pracę w Łagiewnikach w Publicznej Szkole Powszechnej nr 1. W latach 1932–1933 odbył Wyższy Kurs Nauczycielski w Warszawie, a od 1 września 1935 roku pracował w Szkole Powszechnej nr 23 w Chorzowie. W tym czasie działał aktywnie w Związku Nauczycielstwa Polskiego. W tym czasie ukończył studia wyższe w Instytucie Pedagogicznym w Katowicach.
W czasie II wojny światowej ukrywał się w powiatach olkuskim i myślenickim, gdzie prowadził tajne nauczanie. Po wyzwoleniu regionu z niemieckiej okupacji wrócił do Chorzowa. 1 marca 1945 roku wstąpił do Polskiej Partii Socjalistycznej, gdzie sprawował funkcję członka egzekutywy Miejskiego Komitetu PPS w Chorzowie i członka egzekutywy Komitetu Wojewódzkiego PPS w Katowicach, a od 1947 roku funkcję przewodniczącego Miejskiego Komitetu PPS w Chorzowie. 15 grudnia 1948 roku przystąpił do Polskiej Zjednoczonej Partii Robotniczej, pełniąc tam funkcję członka Komitetu Wojewódzkiego PZPR w Katowicach, a do 1949 roku członka jej egzekutywy.
W 1946 roku został przez partię skierowany do pracy w administracji. Od 24 czerwca 1946 roku do 20 października 1948 roku pełnił funkcję wiceprezydenta Chorzowa, a od 2 czerwca 1950 roku do 31 marca 1953 roku był przewodniczącym Prezydium Miejskiej Rady Narodowej w Bytomiu. W tym czasie w latach 1949–1953 był członkiem egzekutywy Komitetu Miejskiego PZPR w Bytomiu.
1 kwietnia 1953 roku objął funkcję przewodniczącego Prezydium Miejskiej Rady Narodowej w Stalinogrodzie (nazwa Katowic w latach 1953–1956), a także został członkiem egzekutywy Komitetu Miejskiego PZPR, pełniąc tę funkcję do 1965 roku. Na stanowisku przewodniczącego Prezydium zastąpił on Stefana Krużela, który pełnił tę funkcję do lutego tego samego roku. Został wybrany jednomyślnie w tajnym głosowaniu 21 marca 1953 roku w trakcie dodatkowej sesji Miejskiej Rady Narodowej.
Za jego kadencji został wzniesiony w 1955 roku Dom Związków Zawodowych, a w następnych latach nastąpiła szeroko zakrojona przebudowa centrum Katowic. Zatwierdzono przebudowę katowickiego Rynku, w ramach którego wzniesiono m.in. Zenit i Dom Prasy, a w pobliżu hotele Silesia i Katowice. Rozpoczęto budowę osiedla Tysiąclecia oraz Superjednostki. W 1968 roku powołany został Uniwersytet Śląski w Katowicach, a końcówka jego kadencji zbiegła się z uroczystościami oddania do użytku Spodka. Miał on w zwyczaju chodzić wszędzie piechotą aby doglądać miasta, a w ratuszu znany był z tego, że kolekcjonował materiały o historii Katowic.
7 czerwca 1965 roku został członkiem prezydium Wojewódzkiej Rady Narodowej w Katowicach.
W trakcie wydarzeń marca 1968 roku, 17 marca wygłosił w telewizji przemówienie, w którym mówił, że protesty młodzieży „miały charakter chuligański, przy czym elementy kryminalne usiłowały swej działalności nadać jakiś rzekomo polityczny charakter”. Wypowiedź ta była jednym z elementów napiętnowania wydarzeń marcowych przez oficjalną propagandę PRL. Od 1971 roku pełnił funkcję przewodniczącego Miejskiego Komitetu Frontu Jedności Narodu w Katowicach. 6 marca tego samego roku został członkiem Wojewódzkiej Komisji Kontroli Partyjnej  Komitetu Wojewódzkiego PZPR w Katowicach, pełniąc tę funkcję do 25 czerwca 1981 roku.
W związku z przejściem na emeryturę 1 października 1971 roku przestał pełnić funkcję przewodniczącego Prezydium Miejskiej Rady Narodowej w Katowicach. Jego następcą 14 września 1971 roku wybrany został Paweł Podbiał.
Zmarł 17 września 1981 roku w Katowicach. Został pochowany na tamtejszym cmentarzu przy ulicy Francuskiej.

## Odznaczenia
- Srebrny Krzyż Zasługi[3]
- Śląski Krzyż Powstańczy[2]
- Złoty Krzyż Zasługi[2]
- Krzyż Kawalerski Orderu Odrodzenia Polski[5]
- Krzyż Oficerski Orderu Odrodzenia Polski[5]
- Krzyż Komandorski Orderu Odrodzenia Polski[13]
- Krzyż Walecznych[5]
- Order Sztandaru Pracy II klasy[15]